# Silhouette in Red
Silhouette in Red är ett studioalbum av Bonnie Tyler som gavs ut 1993.

## Låtlista
1. Sally Comes Around
2. Fire In My Soul
3. Stay
4. Send Me The Pillow
5. From The Bottom Of My Lonely Heart
6. Silhouette In Red
7. I Climb Every Mountain
8. Bad Dreams
9. James Dean
10. Clouds In My Coffee
11. Years May Come
12. Cryin¹ A Little
13. You Are So Beautiful
14. Before We Get Any Closer
15. You Won¹t See Me Cry